# 南海集團

南海集團（日语：南海グループ）是指以南海電氣鐵道為中心的企業集團。2018年2月時，南海電鐵包括43家公司。南海集團是關西的大手私鐵中唯一沒有經營百貨店的企業，但和髙島屋有資本合作關係。南海集團持有和歌山放送及和歌山電視台的部分股份。

## 外部連結
- 南海電鉄グループ情報・その他 （页面存档备份，存于）